# Paulus af Uhr
Mayor general Paulus Reinhold af Uhr (Bondkyrka, Suecia, 25 de enero de 1892 - Upsala, 28 de abril de 1972) fue un oficial de la Fuerza Aérea Sueca. También compitió en los Juegos Olímpicos de Estocolmo 1912.

## Primeros años

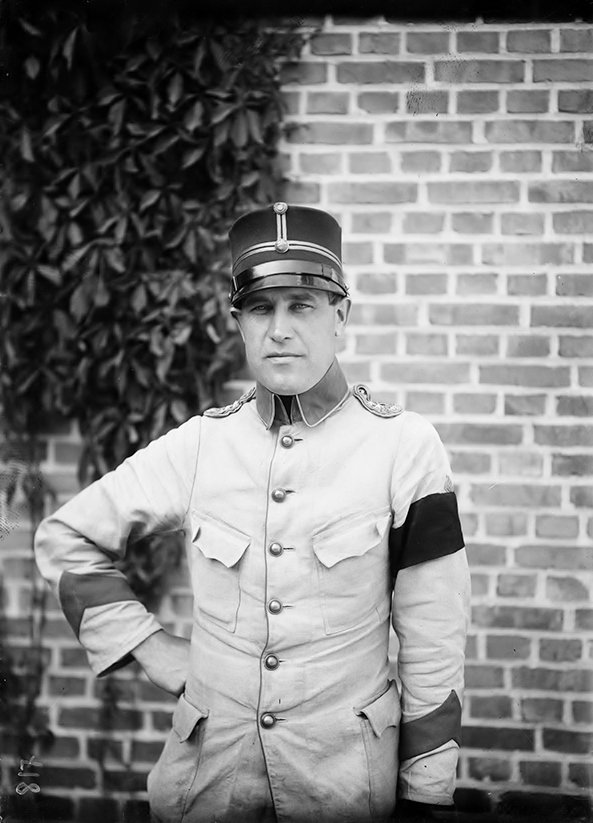
Teniente af Uhr.

af Uhr nació el 25 de enero de 1892 en Bondkyrka, Condado de Uppsala, Suecia, hijo del constructor Otto af Uhr y Anna (de soltera Ferm). Aprobó el studentexamen en Uppsala el 31 de mayo de 1911 y se convirtió en voluntario en el Regimiento de Granaderos de la Guardia (I 3) el 2 de junio de 1911. af Uhr fue transferido al Regimiento de Guardabosques de Jämtland (I 23) el 1 de junio de 1912. Aproximadamente un mes después, af Uhr terminó en el puesto 23 en la competencia de salto de altura durante los Juegos Olímpicos de Estocolmo 1912.

## Carrera
Se convirtió en oficial el 18 de diciembre de 1913 y fue comisionado como underlöjtnant en el Regimiento de Guardabosques de Jämtland el 31 de diciembre del mismo año. af Uhr participó en los Juegos Bálticos durante la Exposición Báltica en Malmö en 1914. af Uhr fue ascendido a teniente en el Regimiento de Guardabosques de Jämtland el 11 de febrero de 1916 y luego sirvió en los servicios de aviación del Cuerpo de Telégrafos de Campo de 1918 a 1919. Luego se convirtió en capitán en la recién establecida Fuerza Aérea Sueca el 29 de junio de 1926 y en el Regimiento de Guardabosques de Jämtland el 30 de diciembre del mismo año. af Uhr fue educado en la Escuela de Estado Mayor del Ejército Sueco de 1931 a 1933 y fue ascendido a mayor en la Fuerza Aérea Sueca el 25 de julio de 1934.
af Uhr fue nombrado jefe del Departamento de Educación en el Estado Mayor del Aire en 1934 y luego jefe del Departamento de Operaciones en el Estado Mayor del Aire de 1936 a 1937. Fue ascendido a teniente coronel el 30 de abril de 1937 y fue nombrado jefe de la Oficina Militar de la Fuerza Aérea (Flygvapnets kommandoexpedition) ese mismo año. af Uhr fue ascendido a coronel el 22 de junio de 1939 (efectivo a partir del 1 de julio) y fue nombrado oficial al mando del 1.º Mando Aéreo (E 1) el 1 de julio de 1942. Fue ascendido a mayor general el 1 de abril de 1946 y dejó el cargo en el 1.º Mando Aéreo en 1952 cuando se convirtió en Vicepresidente Ejecutivo de Östermans Aero AB. af Uhr dejó Östermans en 1957.

## Otros trabajos
Fue presidente del comité ejecutivo del Real Club Aéreo Sueco en 1939 y vicepresidente del Real Club Aéreo Sueco en 1954. Se convirtió en miembro de la Real Academia Sueca de Ciencias de la Guerra en 1944.

## Vida personal
El 21 de agosto de 1919 en la iglesia de Vårdnäs en el Condado de Östergötland, se casó con Anna Elisabet Gustava (Elsa) Linderstam (nacida el 8 de noviembre de 1894 en Norrköping), hija del comerciante Erik Gunnar Linderstam y su esposa Anna Maria Elisabet Jansson. Tuvieron tres hijos; Jan Olof Reinhold (nacido el 6 de diciembre de 1920 en Linköping), Anna Ragnhild Gunilla (nacida el 15 de julio de 1924 en Malmslätt) y Elsa Katharina Margareta Ulrika (nacida el 28 de diciembre de 1927 en Malmslätt).

## Premios y condecoraciones
Las condecoraciones de af Uhr:

### Suecas
- Comendador 1.ª Clase de la Orden de la Espada (6 de junio de 1945)[6]
- Comendador 1.ª Clase de la Orden de Vasa (5 de junio de 1943)
- Medalla de Oro del Real Club Aéreo Sueco
- Medalla de Plata de la Asociación de Tiro de Östergötland (Östergötlands skytteförbunds silvermedalj)
- NAKFSM

### Extranjeras
- Gran Oficial de la Orden de la Corona de Italia
- Comendador de la Orden de la Rosa Blanca de Finlandia
- Comendador de la Orden del Águila Alemana
- Segunda Clase de la Orden de la Cruz de la Libertad con Espadas
- Medalla conmemorativa finlandesa Pro benignitate humana
- Oficial de la Orden del Gran Duque de Lituania Gediminas
- Medalla de la Liga de Defensa Aérea Danesa
- Insignia de aviación de la Fuerza Aérea de Finlandia (Finska luftstridskrafternas flygmärke)
- Insignia de aviación de la Fuerza Aérea Italiana (Italienska luftstridskrafternas flygmärke)
- Insignia de aviación de la Fuerza Aérea Polaca (Polska luftstridskrafternas flygmärke)